# Kresek (Kresek)
Kresek is een bestuurslaag in het regentschap Tangerang van de provincie Banten, Indonesië. Kresek telt 8521 inwoners (volkstelling 2010).